# Těšínsko (časopis)

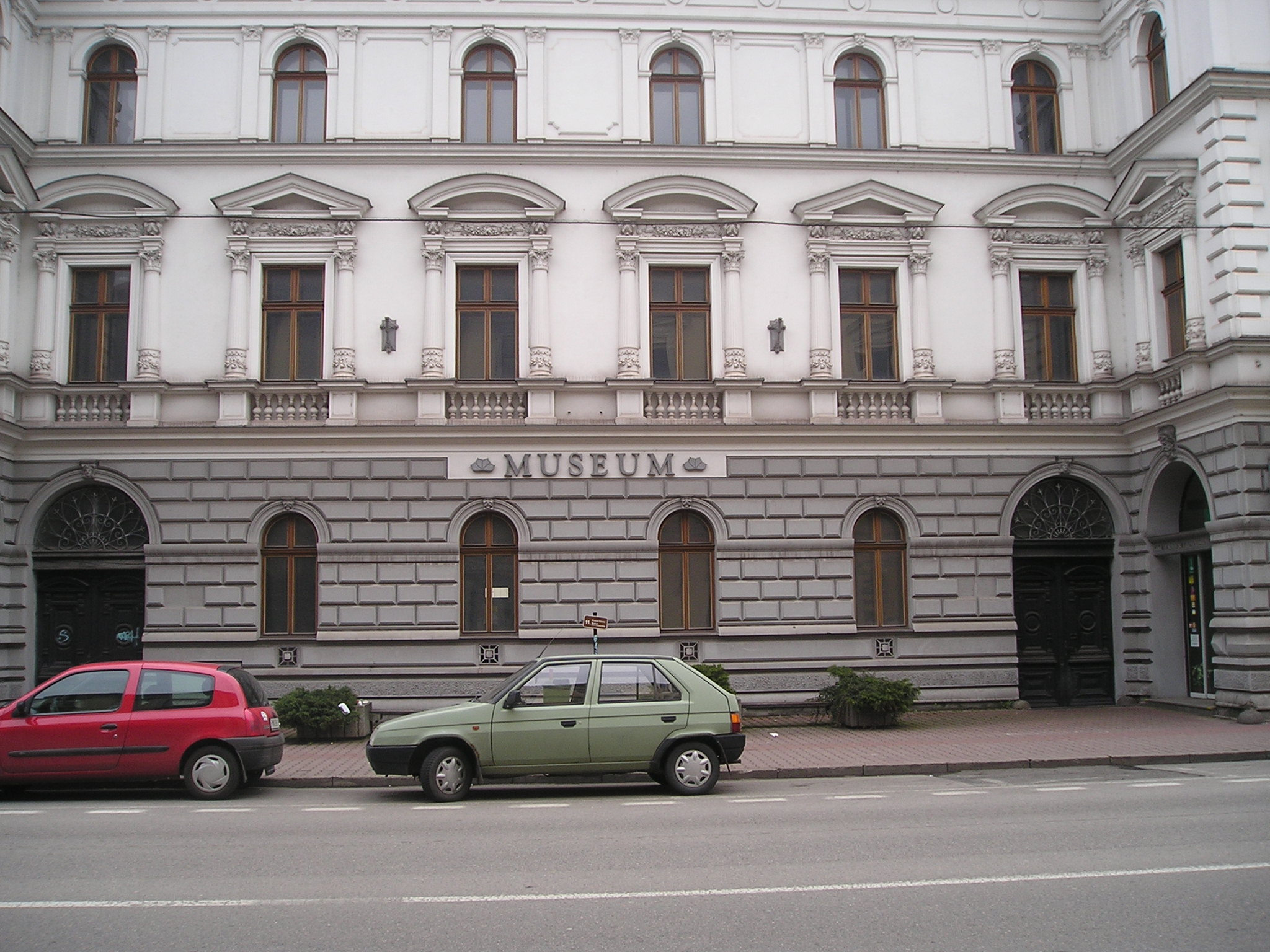
Hlavní budova Muzea Těšínska v Českém Těšíně

Těšínsko je regionální historický a vlastivědný časopis, který vydává Muzeum Těšínska v Českém Těšíně. K jeho zakladatelům patřili Ladislav Báča, doc. Andělín Grobelný a Mgr. Bedřich Havlíček. První číslo vyšlo v listopadu 1957. Časopis vycházel jako čtvrtletník. Od roku 2015 vychází dvakrát ročně.
Přináší články a obrazový materiál z oblasti společenských a přírodních věd a sehrává v této národnostně smíšené oblasti významnou úlohu.
Výkonným redaktorem je prof. PhDr. Rudolf Žáček, Dr., ze Slezské univerzity v Opavě, odpovědným redaktorem PaedDr. Zbyšek Ondřeka, ředitel Muzea Těšínska, tajemníkem redakce PhDr. Radim Jež, Ph.D., a redaktorem PhDr. David Pindur, Ph.D.